# Gastroscyphus hectoris
Gastroscyphus hectoris är en fiskart som först beskrevs av Günther, 1876.  Gastroscyphus hectoris ingår i släktet Gastroscyphus och familjen dubbelsugarfiskar. Inga underarter finns listade i Catalogue of Life.